# 1884 no jornalismo
Nesta página encontrará referências aos acontecimentos directamente relacionados com o jornalismo ocorridos durante o ano de 1884.

## Eventos
- 29 de agosto — Início da publicação em Coimbra, Portugal do jornal semanal "A Voz do Artista", que foi publicado até 27 de maio de 1888.[1]
- 1 de novembro — Lançamento da primeira edição na Sertã (Portugal) do jornal "O Correio da Sertã: folha litteraria, noticiosa, commercial e agrícola" que seria publicado até 1894.[2]

## Nascimentos
| Data          | Nome                     | Profissão                                                              | Nacionalidade                              | Observações | Ref |
| ------------- | ------------------------ | ---------------------------------------------------------------------- | ------------------------------------------ | ----------- | --- |
| 23 de janeiro | Viriato Correia          | jornalista, escritor, dramaturgo, e político                           | Brasil                                     | m. 1967     |     |
| 31 de janeiro | Theodor Heuss            | político e jornalista. Foi Presidente da República Federal da Alemanha | Império Alemão                             | m. 1963     |     |
| 16 de abril   | Arlindo de Andrade Gomes | jurista, jornalista e político                                         | Brasil                                     | m. 1975     |     |
| 10 de maio    | Raul Proença             | escritor, jornalista e intelectual                                     | Reino Unido de Portugal, Brasil e Algarves | m. 1941     |     |
| 7 de julho    | Aníbal Freire da Fonseca | advogado, jornalista, magistrado, professor e político, Imortal da ABL | Brasil                                     | m. 1970     |     |

## Mortes
| Data      | Nome             | Profissão                | Nacionalidade | Observações | Ref |
| --------- | ---------------- | ------------------------ | ------------- | ----------- | --- |
| 2 de maio | Adelino Fontoura | jornalista, ator e poeta | Brasil        | n. 1859     |     |